# 메이탈 도한

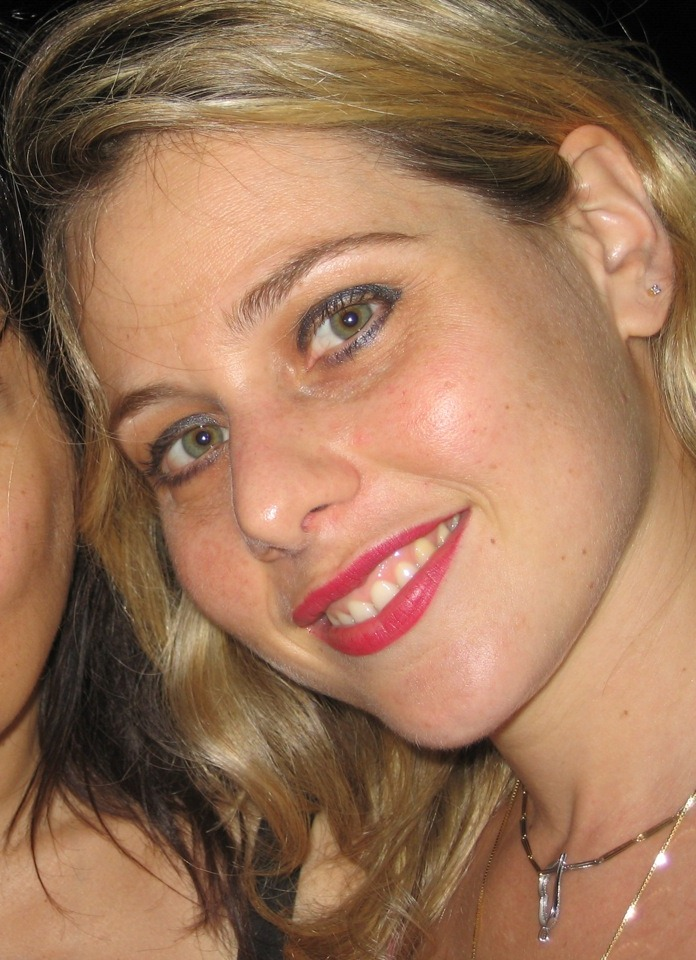

메이탈 도한(Meital Dohan) 은 이스라엘의 배우, 가수, 모델이다.
기바타임에서 태어났다.

## 출연 작품
- 돈 페요테 (2014년)
- 모노거미 (2010년)
- 타하라 (2002년)

### 텔레비전
- 위즈 (2006, 2012)